# Wilton (Wiltshire)
Wilton ist eine Stadt und eine Verwaltungsgemeinde (Civil parish) im Süden der englischen Grafschaft und Unitary Authority Wiltshire und ehemals im Distrikt Salisbury. Die Stadt Wilton liegt an der Mündung des River Wylye in den River Nadder. Bei der Volkszählung 2001 wurden 3873 Einwohner ermittelt.

## Geschichte
Die Geschichte von Wilton reicht zurück bis in angelsächsische Zeiten. Im 9. Jahrhundert war der Ort der Hauptort von Wiltunscire, einem Teil des Königreiches Wessex. Bis zum 11. Jahrhundert blieb Wilton das Verwaltungszentrum Wiltshires. Das 773 von Earl Wulfstan von Wiltshire gegründete Kloster machte den Ort zu einer wichtigen Stätte für die englische Kirche. Im Jahr 800 wurde das Kloster in ein Nonnenkonvent umgewandelt. Nach seinem Sieg über das dänische Große Heer bei Wilton im Jahr 871 ließ König Alfred von Wessex (König 871–899) auf dem Gelände eines königlichen Hofes ein neues Kloster errichten. Edith von Wilton (961–984), die uneheliche Tochter König Edgar des Friedfertigen (König 959–975) stiftete in Wilton eine weitere Kirche und trat später in das Kloster ein. Nach ihrem Tod wurde sie heiliggesprochen und zum Namenspatron der Abtei.
Der dänische König Sven Gabelbart zerstörte Wilton auf seinen Eroberungszügen durch England im Jahr 1003. Das Kloster, das vorher wohl aus Holz gebaut war, wurde in Stein neu errichtet. In den bürgerkriegsartigen Kämpfen zwischen Matilda und Stephan von Blois, die in England zwischen 1135 und 1154 um den Besitz des Königsthrons tobten, war Wilton 1143 ein Angriffsziel Stephans. Sein Angriff wurde jedoch zurückgeschlagen und er entkam nur knapp einer Gefangennahme.
1539 wurde das Kloster durch Heinrich VIII. (König 1509–1542) säkularisiert. Das Gelände des ehemaligen Klosters wurde nun zum Wohnsitz des königlichen Günstlings William Herbert, eines Nachkommen der adeligen Familie Herbert aus den walisischen Grenzgebieten und ersten Earls of Pembroke, der hier eine Residenz, Wilton House, errichten ließ. Im 17. Jahrhundert war die Weberei eines der traditionsreichsten Gewerbe in Wilton geworden. 1741 erfolgte ein Aufschwung, als sich zwei französische Weber, die im Auftrag des Earl of Pembroke neue Webtechniken an die einheimischen Handwerker vermittelten, hier ansiedelten. Teppichwebereien wurden gegründet, und die Industrie blühte bis zum Ende der Napoleonischen Kriege 1815, als die einheimischen Produkte der europäischen Konkurrenz ausgesetzt wurden. Anfang des 20. Jahrhunderts wurde die Wilton Royal Carpet Factory gegründet, die die Teppichweberei in Wilton zusammenfasste und noch einmal stärkte. 1995 stellte sie jedoch endgültig ihren Betrieb ein.
Im Jahr 1972 wurde das Hauptquartier der britischen Landstreitkräfte (HQ UK Land Forces) in Wilton gegründet, um die bisherigen Bereiche Northern Command, Southern Command und Western Command zusammenzuführen. Ab 1995 übernahm das HQ Land Command in den Erskine Barracks, in der Nähe von Salisbury diese Aufgabe.

## Sehenswürdigkeiten

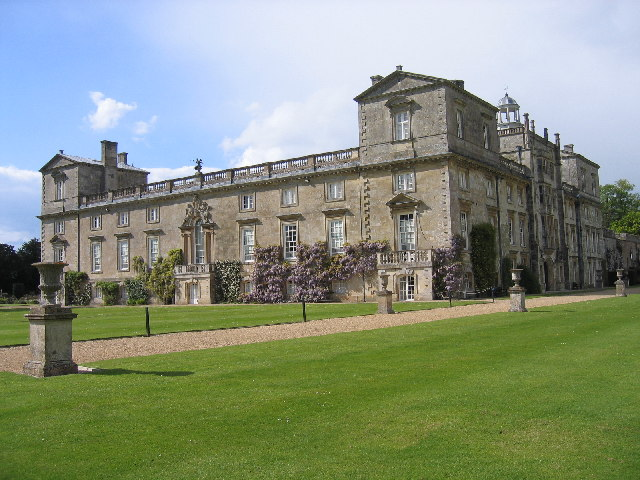
Wilton House von der Gartenseite

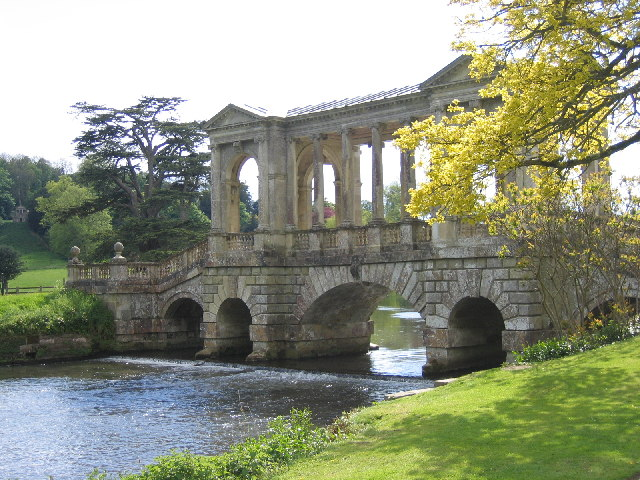
Palladio-Brücke im Garten von Wilton House

Wilton House wurde ab 1544 an Stelle des ehemaligen Klosters errichtet und ist heute noch Sitz der Familie Herbert. Das Herrenhaus gilt als eines der Hauptwerke des Palladianismus in Großbritannien und besitzt prächtige, im Stil des Frühbarock ausgestattete Staatsgemächer sowie einen weitläufigen Garten.

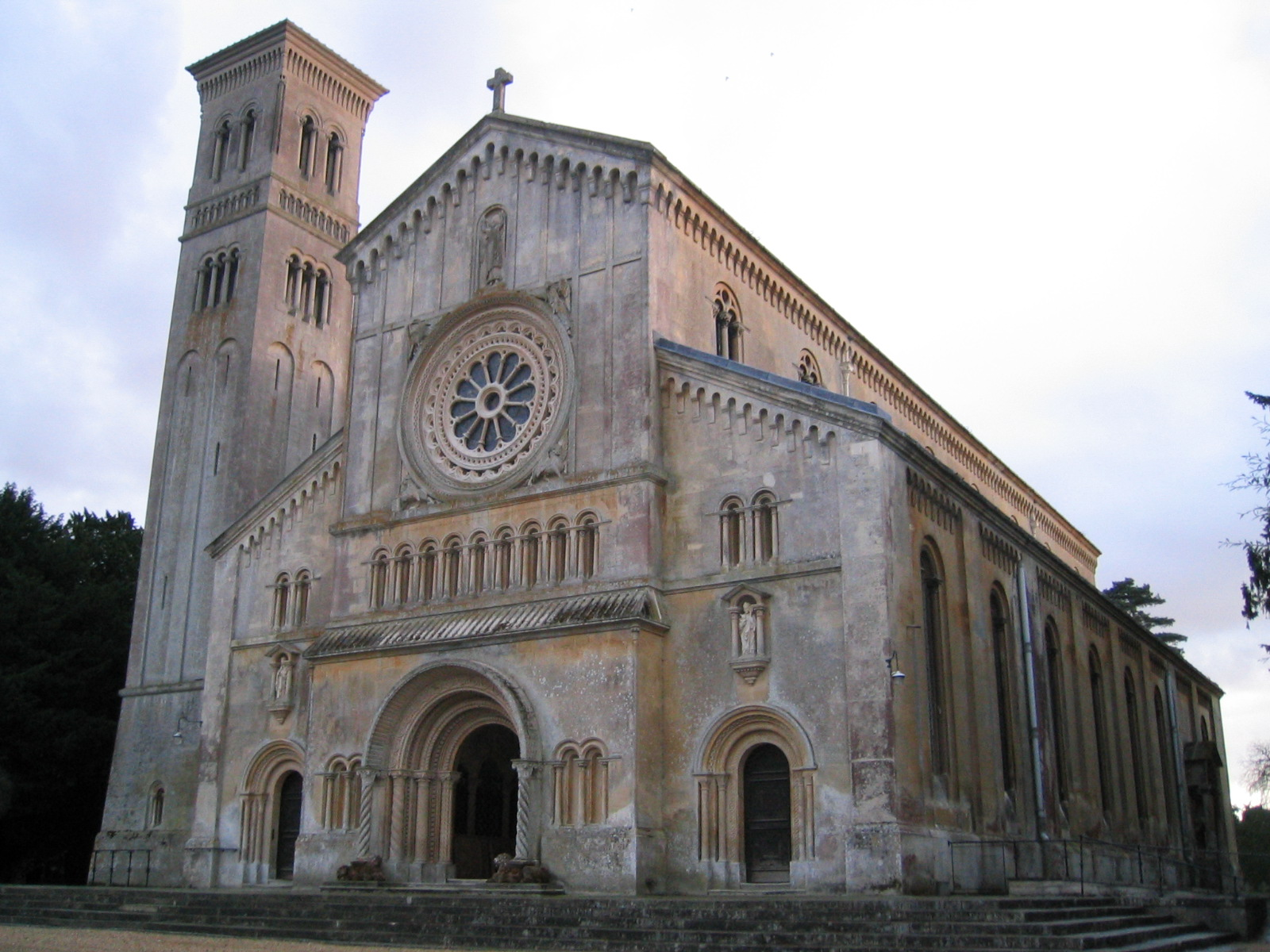
Kirche St. Mary und St. Nicholas in Wilton

Die in der Stadt befindliche Kirche St. Mary und St. Nicholas wurde zwischen 1841 und 1844 auf dem Gelände der mittelalterlichen St. Nicholas-Kirche in neoromanischem Stil erbaut. Die Kirche bezieht ihre architektonischen Vorbilder von den romanischen Basiliken der Lombardei. Passend dazu der als Campanile gebaute etwa 35 m hohe Glockenturm. Ungewöhnlich ist die Nord-Süd-Ausrichtung der Kirche. Sie geht wahrscheinlich auf die Situation des Bauplatzes zurück. Beim Bau wurden italienische Säulen aus dem 2. Jahrhundert v. Chr. benutzt. Ebenso wurden französische Glasfenster aus dem 12. Jahrhundert wiederverwendet.

## Bildung
In Wilton befinden sich die von der anglikanischen Kirche unterstützte Wilton and Barford Primary School sowie die Southills School.

## Söhne und Töchter der Stadt
- Herbert Chermside (1850–1929), britischer Offizier und Diplomat